# Regne de Capsus
El Regne de Capsus va ser un regne romano-amazic al nord d'Àfrica, centrat al voltant de la seva capital, Capsa. Va ser fundada arran del col·lapse del domini romà al nord d'Àfrica, coincidint amb l'arribada dels vàndals i l'establiment del Regne Vàndal entre els anys 440 i 470. Probablement va ser conquerida per Belisari durant o després de la guerra vandàlica.